# Bakkafrost
Bakkafrost é uma empresa das Ilhas Faroé e que atua na criação de salmão das Ilhas Faroé, ela atua na produção e distribuição e venda de salmão.
Com sede em Glyvrar, na ilha de Eysturoy, nas Ilhas Faroé, é o maior empregador privado das Ilhas Faroé.
A empresa foi fundada em 1968 pelos irmãos Róland e Hans Jacobsen, já em 1971, entrou na sociedade Martin Jacobsen e que é também irmão dos fundadores. Eles estavam trabalhando no negócio de pesca de arenque para o Reino Unido. Em 1979, a Bakkafrost começou a cultivar salmão.
A Bakkafrost abriu seu capital na Bolsa de Valores de Oslo em março de 2010.
Em abril de 2011, a Bakkafrost comprou a empresa também das Ilhas Faroé Havsbrún por 1.1 bilhão de coroas dinamarquesas. Depois disso, a Bakkafrost pôde controlar toda a cadeia de produção, desde a alimentação do salmão até o processamento posterior do salmão, em 2010, antes da compra da Havsbrún pela Bakkafrost, o volume de negócios da Havsbrún foi de 823 milhões de coroas dinamarquesas e o lucro operacional foi de 238 milhões de coroas dinamarquesas.
No ano de 2018, a Bakkafrost terminou a construção da maior incubadora e fazenda de peixes em terra do mundo. A construção começou no final de 2016 e foi concluída em pouco mais de um ano. O edifício tem pouco menos de 400 metros de comprimento, possui 10 salões de cultivo compostos por um salão de incubação, um salão de primeira fase com 12 vasos, dois salões de segunda fase com 8 vasos cada, dois salões de terceira fase com 6 vasos cada, e quatro grandes salões de quarta fase com 4 vasos de 1.600 metros cúbicos cada, o investimento custou cerca de 70 milhões de Libras esterlinas
Em janeiro de 2023, a Bakkafrost recebeu na sua frota de navios, um novo barco com tanques e que terá 109 metros de comprimento e 22 metros de largura, Tem uma capacidade de 10.000 m3, sendo 7.000 m3 de tanques com água do mar e outros 3.000 m3 de tanques de água doce e que podem levar até 1.000 toneladas de salmões, o navio foi construido no estaleiro Sefine na Turquia e começou a ser feito em 2020 e concluído em dezembro de 2022.